# Giải bóng đá U-21 Quốc gia 2003
Giải bóng đá U-21 Quốc gia 2003, tên gọi chính thức là Giải bóng đá U-21 Toàn quốc – Cúp Báo Thanh Niên 2003, là mùa giải thứ bảy của Giải bóng đá Vô địch U-21 Quốc gia do Liên đoàn bóng đá Việt Nam (VFF) phối hợp với báo Thanh Niên tổ chức. Vòng chung kết của giải đấu, gồm 8 đội bóng, được tổ chức tại An Giang từ ngày 23 tháng 7 đến ngày 2 tháng 8 năm 2003. 

## Các đội bóng
30 đội bóng đã đăng ký tham dự mùa giải lần này từ vòng loại. Đội đương kim vô địch Sông Lam Nghệ An và đội chủ nhà của vòng chung kết An Giang được miễn thi đấu vòng loại. Các đội bóng được sắp xếp sẵn vào các bảng đấu dựa theo khu vực địa lý. Những đội bóng đóng vai trò là chủ nhà của bảng đấu vòng loại được in đậm.
| Vào thẳng vòng chung kết | 1. An Giang (chủ nhà vòng chung kết) 2. Sông Lam Nghệ An (đương kim vô địch)              | 1. An Giang (chủ nhà vòng chung kết) 2. Sông Lam Nghệ An (đương kim vô địch)                           | 1. An Giang (chủ nhà vòng chung kết) 2. Sông Lam Nghệ An (đương kim vô địch)         |
| Tham dự vòng loại        | Bảng A                                                                                    | Bảng B                                                                                                 | Bảng C                                                                               |
| Tham dự vòng loại        | 1. Nam Định 2. Hải Phòng 3. Vĩnh Phúc                                                     | 1. Thanh Hóa 2. LG.ACB Hà Nội 3. Thể Công 4. Quân khu 5 5. Thừa Thiên Huế                              | 1. Đà Nẵng 2. Phú Yên 3. Khánh Hòa                                                   |
| Tham dự vòng loại        | Bảng D                                                                                    | Bảng E                                                                                                 | Bảng F                                                                               |
| Tham dự vòng loại        | 1. Hoàng Anh Gia Lai 2. Đắk Lắk 3. Đại học Hồng Bàng 4. Lâm Đồng 5. Bưu điện 6. Bình Định | 1. Bình Dương 2. Vĩnh Long 3. Cảng Sài Gòn 4. Quân khu 7 5. Tiền Giang 6. Ngân hàng Đông Á 7. Tây Ninh | 1. Gạch Đồng Tâm Long An 2. Bạc Liêu 3. Đồng Tháp 4. Cần Thơ 5. Cà Mau 6. Quân khu 9 |

## Vòng loại
Các trận đấu vòng loại diễn ra từ ngày 24 tháng 6 đến ngày 12 tháng 7 năm 2003.

### Bảng A
Các trận đấu diễn ra tại Nam Định.
| VT | Đội          | ST | T | H | B | BT | BB | HS | Đ | Giành quyền tham dự |
| -- | ------------ | -- | - | - | - | -- | -- | -- | - | ------------------- |
| 1  | Hải Phòng    | 2  | 2 | 0 | 0 | 9  | 1  | +8 | 6 | Vòng chung kết      |
| 2  | Nam Định (H) | 2  | 1 | 0 | 1 | 1  | 2  | −1 | 3 |                     |
| 3  | Vĩnh Phúc    | 2  | 0 | 0 | 2 | 0  | 7  | −7 | 0 |                     |

| Hải Phòng | 2–1 | Nam Định |
| --------- | --- | -------- |
|           |     |          |

| Hải Phòng | 7–0 | Vĩnh Phúc |
| --------- | --- | --------- |
|           |     |           |

| Nam Định | v | Vĩnh Phúc |
| -------- | - | --------- |
|          |   |           |

### Bảng B
Các trận đấu diễn ra tại sân vận động Thanh Hóa, Thanh Hóa.
| VT | Đội            | ST | T | H | B | BT | BB | HS | Đ  | Giành quyền tham dự |
| -- | -------------- | -- | - | - | - | -- | -- | -- | -- | ------------------- |
| 1  | LG.ACB Hà Nội  | 4  | 3 | 1 | 0 | 0  | 0  | 0  | 10 | Vòng chung kết      |
| 2  | Thanh Hóa (H)  | 4  | 2 | 0 | 2 | 0  | 0  | 0  | 6  |                     |
| 3  | Thể Công       | 4  | 1 | 3 | 0 | 0  | 0  | 0  | 6  |                     |
| 4  | Quân khu 5     | 4  | 1 | 1 | 2 | 0  | 0  | 0  | 4  |                     |
| 5  | Thừa Thiên Huế | 4  | 0 | 1 | 3 | 0  | 0  | 0  | 1  |                     |

### Bảng C
Các trận đấu diễn ra tại sân vận động Chi Lăng, Đà Nẵng.
| VT | Đội         | ST | T | H | B | BT | BB | HS | Đ | Giành quyền tham dự |
| -- | ----------- | -- | - | - | - | -- | -- | -- | - | ------------------- |
| 1  | Đà Nẵng (H) | 2  | 2 | 0 | 0 | 9  | 3  | +6 | 6 | Vòng chung kết      |
| 2  | Phú Yên     | 2  | 1 | 0 | 1 | 2  | 7  | −5 | 3 |                     |
| 3  | Khánh Hòa   | 2  | 0 | 0 | 2 | 1  | 2  | −1 | 0 |                     |

| Đà Nẵng | 2–1 | Khánh Hòa |
| ------- | --- | --------- |
|         |     |           |

| Phú Yên | v | Khánh Hòa |
| ------- | - | --------- |
|         |   |           |

| Đà Nẵng | 7–2 | Phú Yên |
| ------- | --- | ------- |
|         |     |         |

### Bảng D
Các trận đấu diễn ra tại sân vận động Pleiku, Gia Lai.
| VT | Đội                   | ST | T | H | B | BT | BB | HS | Đ  | Giành quyền tham dự |
| -- | --------------------- | -- | - | - | - | -- | -- | -- | -- | ------------------- |
| 1  | Lâm Đồng              | 5  | 3 | 1 | 1 | 0  | 0  | 0  | 10 | Vòng chung kết      |
| 2  | Bưu điện              | 5  | 3 | 1 | 1 | 0  | 0  | 0  | 10 |                     |
| 3  | Hoàng Anh Gia Lai (H) | 6  | 2 | 3 | 1 | 0  | 0  | 0  | 9  |                     |
| 4  | Bình Định             | 6  | 2 | 3 | 1 | 0  | 0  | 0  | 9  |                     |
| 5  | Đắk Lắk               | 5  | 1 | 0 | 4 | 0  | 0  | 0  | 3  |                     |
| 6  | Đại học Hồng Bàng     | 5  | 1 | 0 | 4 | 0  | 0  | 0  | 3  |                     |

### Bảng E
Các trận đấu diễn ra tại sân vận động Gò Đậu, tỉnh Bình Dương.
| VT | Đội                      |
| -- | ------------------------ |
| 1  | Bình Dương               |
| 2  | Ngân hàng Đông Á         |
| 3  | Cảng Sài Gòn và Tây Ninh |

### Bảng F
Các trận đấu diễn ra tại Long An và Bạc Liêu.
| VT | Đội                   |
| -- | --------------------- |
| 1  | Đồng Tháp             |
| 2  | Gạch Đồng Tâm Long An |
| 3  | Cần Thơ và Cà Mau     |

### Các đội vượt qua vòng loại
| Câu lạc bộ       | Tư cách vượt qua vòng loại | Tham dự vòng chung kết | Thành tích tốt nhất        |
| ---------------- | -------------------------- | ---------------------- | -------------------------- |
| An Giang         | Chủ nhà                    | 3 lần                  | Hạng tư (2001)             |
| Sông Lam Nghệ An | Đương kim vô địch          | 5 lần                  | Vô địch (2000, 2001, 2002) |
| Hải Phòng        | Nhất bảng A                | 5 lần                  | Hạng tư (1998, 2000)       |
| LG.ACB Hà Nội    | Nhất bảng B                | 2 lần                  | Vòng bảng (2001)           |
| Đà Nẵng          | Nhất bảng C                | 5 lần                  | Á quân (1999, 2001)        |
| Lâm Đồng         | Nhất bảng D                | Lần đầu                | Lần đầu                    |
| Bình Dương       | Nhất bảng E                | 2 lần                  | Hạng ba (1997)             |
| Đồng Tháp        | Nhất bảng F                | 4 lần                  | Á quân (1998)              |

## Vòng chung kết

### Bảng A
| VT | Đội          | ST | T | H | B | BT | BB | HS | Đ | Giành quyền tham dự     |
| -- | ------------ | -- | - | - | - | -- | -- | -- | - | ----------------------- |
| 1  | Đà Nẵng      | 3  | 2 | 0 | 1 | 2  | 2  | 0  | 6 | Vòng đấu loại trực tiếp |
| 2  | An Giang (H) | 3  | 2 | 0 | 1 | 7  | 4  | +3 | 6 | Vòng đấu loại trực tiếp |
| 3  | Bình Dương   | 3  | 1 | 0 | 2 | 5  | 7  | −2 | 3 |                         |
| 4  | Hải Phòng    | 3  | 1 | 0 | 2 | 4  | 5  | −1 | 3 |                         |

1. 1 2  Điểm đối đầu: Đà Nẵng: 3, An Giang: 0.
2. 1 2  Điểm đối đầu: Bình Dương: 3, Hải Phòng: 0.

| An Giang                                                 | 5–2      | Bình Dương                     |
| -------------------------------------------------------- | -------- | ------------------------------ |
| - Bình Kiệt 19', 53' - Thanh Danh 51', 90' - Đức Hòa 63' | Chi tiết | - Trí Trọng 31' - Chí Hiếu 74' |

| Hải Phòng                       | 2–0      | Đà Nẵng |
| ------------------------------- | -------- | ------- |
| - Văn Thành 32' - Xuân Ngọc 41' | Chi tiết |         |

| Bình Dương                        | 3–1      | Hải Phòng        |
| --------------------------------- | -------- | ---------------- |
| - Anh Đức 28' - Văn Linh 44', 78' | Chi tiết | - Minh Quang 68' |

| Đà Nẵng      | 1–0      | An Giang |
| ------------ | -------- | -------- |
| Quốc Anh 27' | Chi tiết |          |

| Bình Dương | 0–1      | Đà Nẵng      |
| ---------- | -------- | ------------ |
|            | Chi tiết | Quốc Anh 73' |

| Hải Phòng      | 1–2      | An Giang                          |
| -------------- | -------- | --------------------------------- |
| Xuân Quyền 11' | Chi tiết | - Thanh Tiến 58' - Trọng Luật 64' |

### Bảng B
| VT | Đội              | ST | T | H | B | BT | BB | HS | Đ | Giành quyền tham dự     |
| -- | ---------------- | -- | - | - | - | -- | -- | -- | - | ----------------------- |
| 1  | Sông Lam Nghệ An | 3  | 3 | 0 | 0 | 9  | 0  | +9 | 9 | Vòng đấu loại trực tiếp |
| 2  | Đồng Tháp        | 3  | 2 | 0 | 1 | 6  | 4  | +2 | 6 | Vòng đấu loại trực tiếp |
| 3  | LG.ACB Hà Nội    | 3  | 1 | 0 | 2 | 1  | 6  | −5 | 3 |                         |
| 4  | Lâm Đồng         | 3  | 0 | 0 | 3 | 0  | 6  | −6 | 0 |                         |

| Sông Lam Nghệ An                       | 2–0      | Lâm Đồng |
| -------------------------------------- | -------- | -------- |
| - Công Vinh 20' (ph.đ.) - Văn Vinh 55' | Chi tiết |          |

| Đồng Tháp                    | 2–1      | LG.ACB Hà Nội   |
| ---------------------------- | -------- | --------------- |
| - Văn Ngân 30' - Văn Trí 80' | Chi tiết | - Thanh Sang 5' |

| Lâm Đồng | 0–4      | Đồng Tháp                                                              |
| -------- | -------- | ---------------------------------------------------------------------- |
|          | Chi tiết | - Bá Hùng 45' (ph.đ.) - Văn Ngân 56' - Việt Cường 81' - Quốc Khánh 87' |

| LG.ACB Hà Nội | 0–4      | Sông Lam Nghệ An                          |
| ------------- | -------- | ----------------------------------------- |
|               | Chi tiết | - Thanh Hoàn 6' - Công Vinh 15', 35', 50' |

| Lâm Đồng | 0–0      | LG.ACB Hà Nội |
| -------- | -------- | ------------- |
|          | Chi tiết |               |

| Đồng Tháp | 0–3      | Sông Lam Nghệ An                      |
| --------- | -------- | ------------------------------------- |
|           | Chi tiết | - Thanh Hoàn 51', 53' - Công Mạnh 80' |

### Vòng đấu loại trực tiếp

#### Bán kết
| Đà Nẵng              | 4–2      | Đồng Tháp                                           |
| -------------------- | -------- | --------------------------------------------------- |
| - Phong Hòa 61', 71' | Chi tiết | - Phước Vĩnh 39' - Ngọc Long 63' - Công Sỹ 77', 90' |

| Sông Lam Nghệ An                                 | 3–2      | An Giang            |
| ------------------------------------------------ | -------- | ------------------- |
| - Công Mạnh 20' - Thanh Hoàn 42' - Công Vinh 68' | Chi tiết | Thanh Tiến 16', 18' |

#### Chung kết
| Đà Nẵng         | 1–0      | Sông Lam Nghệ An |
| --------------- | -------- | ---------------- |
| - Ngọc Long 53' | Chi tiết |                  |

## Thống kê

### Vô địch
| Vô địch Giải bóng đá U-21 Quốc gia 2003 |
| --------------------------------------- |
| Đà Nẵng Lần thứ 1                       |

### Các giải thưởng
Các giải thưởng dưới đây đã được trao sau khi giải đấu kết thúc:
| Vua phá lưới                    | Cầu thủ xuất sắc nhất              | Thủ môn xuất sắc nhất    | Giải phong cách |
| ------------------------------- | ---------------------------------- | ------------------------ | --------------- |
| Lê Công Vinh (Sông Lam Nghệ An) | Phan Thanh Hoàn (Sông Lam Nghệ An) | Nguyễn Đức Nam (Đà Nẵng) | An Giang        |

### Đội hình tiêu biểu
Đội hình tiêu biểu của giải đấu, do ban tổ chức bình chọn, là đội hình gồm những cầu thủ thi đấu ấn tượng nhất tại các vị trí được chọn lựa trong giải đấu.
| Cầu thủ                  | Cầu thủ | Cầu thủ                            | Cầu thủ | Cầu thủ                           | Cầu thủ  | Cầu thủ                            |
| Thủ môn                  | Hậu vệ  | Hậu vệ                             | Tiền vệ | Tiền vệ                           | Tiền đạo | Tiền đạo                           |
| ------------------------ | ------- | ---------------------------------- | ------- | --------------------------------- | -------- | ---------------------------------- |
| Nguyễn Đức Nam (Đà Nẵng) | LB      | Nguyễn Xuân Quyền (Hải Phòng)      | LM      | Nguyễn Văn Linh (Bình Dương)      | CF       | Phan Thanh Phúc (Đà Nẵng)          |
| Nguyễn Đức Nam (Đà Nẵng) | CB      | Cao Xuân Thắng (Sông Lam Nghệ An)  | CM      | Ngô Bá Hùng (Đồng Tháp)           | CF       | Phan Thanh Phúc (Đà Nẵng)          |
| Nguyễn Đức Nam (Đà Nẵng) | CB      | Nguyễn Minh Đức (Sông Lam Nghệ An) | CM      | Châu Lê Phước Vĩnh (Đà Nẵng)      | CF       | Phan Thanh Hoàn (Sông Lam Nghệ An) |
| Nguyễn Đức Nam (Đà Nẵng) | RB      | Trình Văn Hậu (An Giang)           | RM      | Phan Như Thuật (Sông Lam Nghệ An) | CF       | Phan Thanh Hoàn (Sông Lam Nghệ An) |

### Cầu thủ ghi bàn
Đã có 46 bàn thắng ghi được trong 15 trận đấu, trung bình 3.07 bàn thắng mỗi trận đấu.